# Kaliumozonid
Kaliumozonid, KO3, ist ein rotes Salz des Kaliums aus der Gruppe der Ozonide.

## Gewinnung und Darstellung
Das Salz kann durch die Reaktion von Kaliumhyperoxid und Ozon gewonnen werden.
{\displaystyle {\ce {KO2 + O3 -> KO3 + O2}}}

## Eigenschaften

### Physikalische Eigenschaften
Das Kristallsystem ist isostrukturell mit Kaliumazid und tetragonal mit der Raumgruppe I4/mcm (Raumgruppen-Nr. 140) aufgebaut.

### Chemische Eigenschaften
Kaliumozonid reagiert mit Wasser. Dabei entstehen Kaliumhydroxid und Sauerstoff.
{\displaystyle {\ce {4 KO3 + 2 H2O -> 4 KOH + 5 O2}}}
Bei Raumtemperatur zersetzt sich Kaliumozonid innerhalb von 11 Tagen zu Kaliumhyperoxid und Sauerstoff. Dieser Prozess dauert bei 60 °C sogar nur 30 Minuten an.